# Selle australien
Le Selle australien (anglais : Australian Warmblood) est un stud-book de chevaux de sport géré en Australie. Ces animaux proviennent d'étalons reproducteurs européens, notamment allemands, et de juments australiennes majoritairement Pur-sang.

## Histoire
La demande en chevaux de sport naît en Australie après la Seconde Guerre mondiale, en particulier après la tenue de compétitions internationales en 1953 et 1966. Cette époque voit plusieurs expériences de croisement à partir du Pur-sang et d'autres chevaux présents en Australie, en particulier celles de Mme Jackson, à Victoria, entre le Clydesdale, le Pur-sang et l'Arabe, qui confie ses chevaux à l'entraînement à un ancien major des hussards hongrois. 
Le croisement local n'étant pas fructueux, les éleveurs se tournent vers des importations européennes d'étalons, en particulier depuis l'Allemagne, avec l'étalon Holsteiner Flaneur en 1968. L'objectif est le croisement avec des juments poulinières australiennes, majoritairement Pur-sang. Une association d'éleveurs de Holsteiners, la Holsteiner Breeders Association of Australia, se constitue en 1970, puis est re-nommée German Warmblood Breeders Association. Elle met en place une sélection basée sur la conformation et les aptitudes. D'autres chevaux de sport sont importés d'Allemagne et des Pays-Bas les années suivantes. L′Australian Warmblood Horse Association est créée en 1978. En 1987, elle publie un bulletin détaillant l'objectif de constitution d'un Warmblood australien.

## Description
La race n'est référencée ni par l'ouvrage de l'université d'Oklahoma, ni par le guide Delachaux (2014). En revanche, elle figure sur la base de données DAD-IS, sous le nom de « Warmblood », ainsi que dans la dernière édition de l'encyclopédie de référence de CAB International en 2016, sous le nom de Australian Warmblood horse.
Il existe plusieurs associations de gestion des Warmblood australiens : l'Australian Warmblood Horse Association Ltd (AWHA), et l'Australian continental equestrian group inc, tous deux membres de la World breeding federation for sport horses (WBFSH). Les juments doivent mesurer au minimum 1,58 m à l'âge adulte pour être acceptées dans le stud-book principal de l'AWHA.

## Utilisations

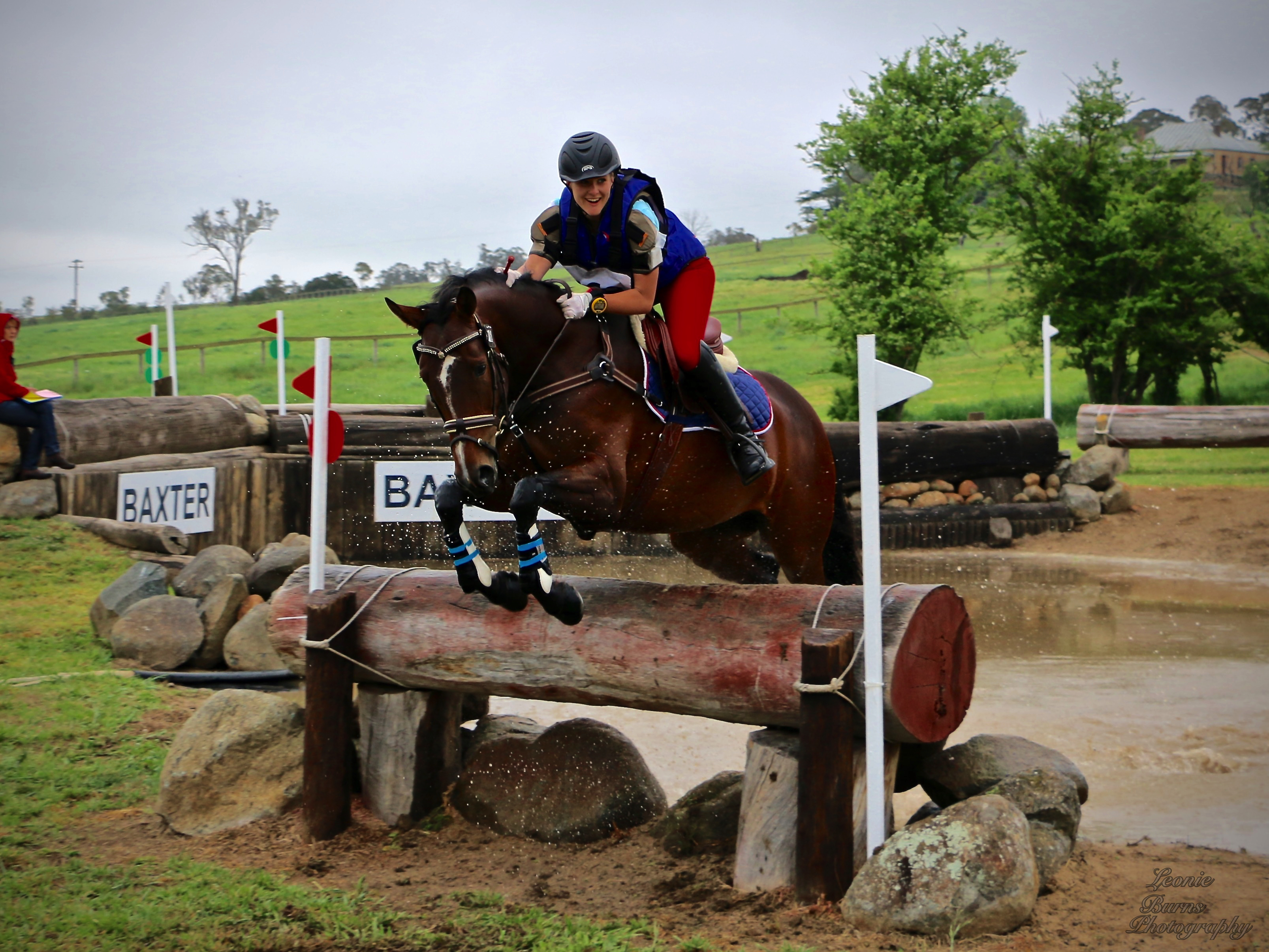
Cavalière australienne avec un cheval de sport en concours complet (la race de la monture n'est pas précisée)

La race est sélectionnée exclusivement pour les sports équestres.

## Diffusion de l'élevage
L'étude menée par l'Université d'Uppsala, publiée en août 2010 pour la FAO, signale le Selle australien comme race de chevaux locale d'Océanie dont le niveau de menace est inconnu.